# Meia Soquete (grupo)
Meia Soquete foi um girl group brasileiro  de música pop, surgido na década de 1980. O quarteto era composto pelas integrantes Adriane Galisteu, Anne Cinthya Ramos, Calu Zulauf e Debora Calijiuri.
O maior sucesso do grupo foi a canção "Domingueira Dançante".
Em 27 de abril de 2022, houve um reencontro das 4 integrantes, no palco do programa Faustão na Band, durante uma homenagem a Adriane Galisteu, na qual cantaram um dos sucessos do grupo,  "Gatinho Teimoso".

## História
A gravadora RGE Discos teve a ideia de formar o grupo após o fim do trio de música infantil "Chispitas" da qual a apresentadora Adriane Galisteu também fazia parte, as três outras garotas trabalhavam como bailarinas do programa do SBT: Viva a Noite, apresentado por Gugu Liberato.
O grupo participou de vários programas de televisão como Cassino do Chacrinha, da Rede Globo,Domingo no Parque, programa apresentado por Silvio Santos no SBT e do seriado Os Trapalhões também da Rede Globo.
O quarteto lançou apenas 2 álbuns de estúdio, cujos arranjos lembravam canções dos anos de 1960, da época da Jovem Guarda. Após trinta anos do lançamento original em LP e K7, os álbuns foram finalmente relançados no formato CD, pelo selo Discobertas.

## Discografia

### Álbuns de estúdio
| Ano  | Título       | Detalhes do Álbum                                               |
| ---- | ------------ | --------------------------------------------------------------- |
| 1987 | Meia Soquete | - Gravadora(s): RGE Discos - Formato(s): LP, K7 e CD            |
| 1989 | Meia Soquete | - Gravadora(s): RGE Discos - Formato(s): LP, K7, CD e Streaming |

### Singles
| Título                 | Ano  | Álbum               |
| ---------------------- | ---- | ------------------- |
| "Domingueira Dançante" | 1987 | Meia Soquete (1987) |
| "Anjo"                 | 1987 | Meia Soquete (1987) |
| "Gatinho Teimoso"      | 1987 | Meia Soquete (1987) |
| "Gosto de Bombom"      | 1989 | Meia Soquete (1989) |